# Europs pumilio
Europs pumilio es una especie de coleóptero de la familia Monotomidae.

## Distribución geográfica
Habita en Panamá.